# إيديديونغ إيسيان
إيديديونغ إيسيان لاعب كرة قدم نيجيري ، ولد في (26 نوفمبر 1999) يلعب في نادي أم صلال القطري.

## مسيرة اللاعب
شارك إيسيان في كأس العالم تحت 17 سنة لكرة القدم 2015 في تشيلي مع منتخب نيجيريا تحت 17 سنة و هو أحد خريجي أكاديميتي Rapture Academy و Right2Win Sports Academy في نيجيريا و وقع مع نادي الوكرة القطري في صيف 2020 و لعب معهم لمدة موسمين و لعب بعدها مع نادي لوسيل ونادي أم صلال.